# Hofstetten, Landsberg
Hofstetten là một đô thị thuộc huyện Landsberg trong bang Bayern của nước Đức.